# Assur-resh-ishi I
Assur-resh-ishi I (fl. XII secolo a.C.) fu re degli Assiri durante il 1132 a.C. - 1115 a.C..
Assur-resh-ishi I ereditò il trono alla morte del padre Mutakkil-Nusku e si impegnò per proteggere le regioni di confine mediante una serie di campagne contro gli Aramei e le tribù Mushki.
Fondò una nuova città, chiamata Apku, e fece ricostruire le porte del tempio di Ishtar a Ninive.
Si scontrò con i re di Babilonia, Ninurta-Nadin-Shumi e Nabucodonosor I, che sconfisse.